# Verbraucherportal VIS Bayern
Das Verbraucherportal Bayern ist ein internetbasiertes Informationssystem, das seit 2001 als Gemeinschaftsprojekt von mehreren bayerischen Ministerien betrieben wird. Das Portal bietet konkrete Alltagstipps für Verbraucher, Lebensmittelwarnungen, Produktrückrufe und Herstellerinformationen, sowie Links zu weiterführenden Inhalten. 
Es wird vom Bayerischen Staatsministerium für Umwelt und Verbraucherschutz betrieben und durch Verbraucherverbände unterstützt. Abgesehen von möglichen Verbindungskosten ist die Nutzung kostenlos. 

## Themen
In sechs Themenrubriken finden sich über 600 Artikel und Checklisten. Ergänzt werden sie durch tagesaktuelle Meldungen in den folgenden Bereichen des Verbraucherschutzes: 
- Essen & Trinken: Die Rubrik beschäftigt sich z. B. mit Fragen zu Ernährung und Krankheit, E-Nummern, Energy Drinks, Smoothies, vegetarischer und veganer Ernährung.
- Produkte und Energie: Die Rubrik informiert über Produktbeschaffenheit, Qualitätsmaßstäbe und Kennzeichnungen von Produkten, sowie über Strom- und Gaspreise, Smart Grids, Energieeffizienzklassen, das Passivhaus und gibt Tipps zum Energiesparen,
- Recht: informiert über Rechte von Verbraucher/-innen im Konsumalltag, den Schutz vor unlauteren Geschäftsmethoden, erklärt Haftungsfragen  und informiert grundlegend über verschiedene Formen von Verträgen.
- Geld und Versicherungen: behandelt Themen wie Versicherungen, Geldanlagen, Kredite und Altersvorsorge.
- Digitale Welt: informiert über Sicherheit und Datenschutz im Internet, Onlineeinkäufe, Copyright und Streaming.
- Nachhaltiger Konsum: klärt Fragen zu den ökologischen Folgen von Konsumverhalten, zu Regionalität und Nachhaltigkeit in verschiedenen Lebenssituationen, zu Müll und Verpackungen und den Möglichkeiten des Teilens und Wiederverwendens von Produkten.

## Mitwirkende
Inhaltlich gefüllt wird das Verbraucherportal Bayern über ein Netzwerk von staatlichen Behörden aus Bayern zusammen mit externen Partnern. Die Herausgeberschaft liegt seit Oktober 2013 beim Bayerischen Staatsministerium für Umwelt und Verbraucherschutz, fachlich unterstützt durch das Bayerische Staatsministerium für Ernährung, Landwirtschaft, Forsten und Tourismus, das Bayerische Staatsministerium für Wirtschaft, Landesentwicklung und Energie, das Bayerische Staatsministerium des Innern, für Sport und Integration sowie das Bayerische Staatsministerium der Justiz. 
Die Verbraucherzentrale Bayern und der VerbraucherService Bayern im Katholischen Deutschen Frauenbund sind Partner des Verbraucherportals Bayern, weil sie staatlich gefördert die individuelle Beratung der Bürger sicherstellen. Es bestehen auch Kooperationen mit der Bayerischen Landeszentrale für neue Medien sowie der Verbraucher Initiative e. V.